# 曹甫
曹甫（15世纪—1512年），明朝正德年间起事领袖，保宁府（今四川阆中）人。

## 生平
正德四年（1509年），曹甫跟随顺天王藍廷瑞、刮地王鄢本恕、扫地王廖惠，起兵反明。正德六年（1511年），自称顺天王，攻打营山、蓬州（今蓬安）。正德七年（1512年），明朝洪钟、马昊招抚曹甫，廖麻子恨曹甫背叛，将他杀死。一說被明軍殺死。

## 年号
曹甫的年號文獻未載，李兆洛《紀元編》作「明正」，注文「正德中」。